# William Bertram
William Bertram (Walkerton, 19 januari 1880 – Los Angeles, 1 mei 1933) was een Canadees acteur en filmregisseur gedurende het tijdperk van de stomme film. Hij speelde in 68 films tussen 1912 en 1931 en regisseerde 64 films tussen 1915 en 1927.

## Gedeeltelijke filmografie
- In the Firelight (1913)
- The Shriner's Daughter (1913)
- When a Woman Waits (1914)
- A Slice of Life (1914)
- The Final Impulse (1914)
- Damaged Goods (1914)
- Footprints of Mozart (1914)
- A Soul Astray (1914)
- A Happy Coersion (1914)
- The Town of Nazareth (1914)
- Unto the Weak (1914)
- Wife Wanted (1915)
- Neal of the Navy (1915)
- The Neglected Wife (1917)
- Who is Number One ? (1917)
- The Phantom Buster (1927)

- Bibliothèque nationale de France: cb171081684 (data)
- International Standard Name Identifier: 0000 0000 3115 7888
- Library of Congress Control Number: n88034732
- Virtual International Authority File: 40918561
- WorldCat: E39PBJhH3xDPYWVdDJMHx3myBP